# Ayse Hafsa Sultan
Ayse Hafsa Sultan (turc otomà: عائشہ حفصہ: عائشہ حفصہ سلطان), també coneguda com a Hafsa Sultan (5 de desembre de 1479 - 19 de març de 1534); era filla del Kan de Crimea, Menyli I Giray i va ser la primera "Valide sultan" de l'Imperi Otomà, com a esposa de Selim I i mare de Solimà el Magnífic.
Durant el període comprés entre l'ascens al tron del seu fill, al 1520, i la seva mort, al 1534, va ser una de les persones més poderoses de l'Imperi, corregent de facte del seu fill durant catorze anys, ocupant el segon lloc en el poder de l'Imperi, i el primer en la jerarquia de l'harem del palau.

## Biografia
Ayse Hafsa Sultan va néixer com una princesa de la Dinastia Giray, sent filla de Menyli I Giray. A l'any 1494, a l'edat de quinze anys, es va casar amb Selim I, esdevenint sultana de l'Imperi Otomà. Va tenir cinc filles i un fillː Hatice, Fatma, Beyhan, Shah, Hafsa i Solimà el Magnífic, nascut a Trebisonda.
Des de l'any 1512 va viure a la ciutat de Manisa, a l'oest de Turquia, sent aquesta ciutat una de les residències habituals dels prínceps hereus de l'Imperi Otomà (Shahzad) on eren formats per poder exercir com a futurs governants. Juntament amb el seu fill, va governar la ciutat entre els anys 1512 i 1520. Aquest últim any, rep la notícia de la mort del Sultà Selim I i viatja cap a Istanbul amb el seu fill, on ell és anomenat Sultà i ella rep el títol de Valide Sultan.
Va ser la primera consort imperial en ser nomenada pel títol de "Valide Sultan", literalment "Reina Mare".
Ayse Hafsa es trobava emparentada amb Mahidevran Gülbahar, ja que era germana de Mirza Haydar Temruk Bey, el pare de Mahidevran, un príncep de Crimea.

## Hospici i Psiquiàtric Ayse Hafsa Sultan

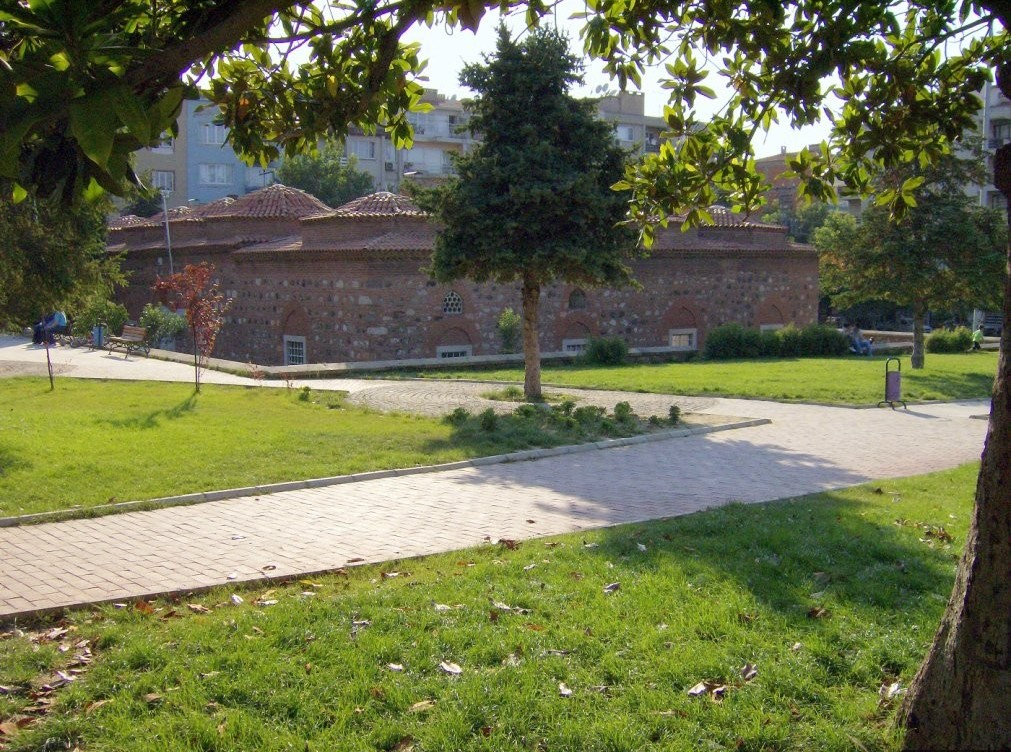
Psiquiàtric de Manisa

Un famós hospici i psiquiàtric va ser construït per Hafsa Sultan a Manisa, Turquia. Va ser la instigadora del "Festival Mesir" de Manisa, una tradició local continuada fins a l'actualitat. El gran complex que porta el seu nom, en aquesta ciutat, consta d'una mesquita, una escola bressol, una escola primària, un psiquiàtric i un hospici per a nens.

## Sebolliment
Hafsa Sultan va morir al març del 1534 i va ser sebollida a prop del seu marit, en un mausoleu darrere de la paret de la mesquita Yavuz Selim, a Fatih, Istanbul. El mausoleu va quedar pràcticament destruït per un terratrèmol a l'any 1884, un esforç de reconstrucció es va iniciar a l'any 1900, pero hauria quedat suspès i la seva tomba és, avui en dia, molt més simple del que ho va ser originalment.

## En la cultura popular
A la sèrie de televisió Muhtesem Yüzyil, Ayse Hafsa Sultan, més coneguda com a "Mare Sultana" va ser interpretada per l'actriu Nebahat Çehre.